# Lámpara H1

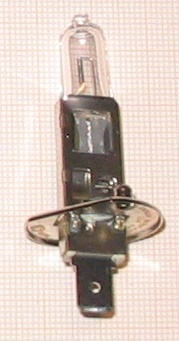
Lámpara H1.

La lámpara H1 es una lámpara halógena diseñada para su uso en iluminación automotriz en los faros convencionales y antiniebla. También se ha hecho mucho uso de estas lámparas en las luces de los vehículos de emergencia.

## Origen
La H1 fue la primera bombilla cuyo uso fue aprobado para automoción. Se presentó en 1962 por un grupo de fabricantes europeos de faros y lámparas. No fue aprobada en los Estados Unidos hasta 1997.

## Especificaciones

### Base
La lámpara H1 hace uso de un casquillo P14.5s, de acuerdo con la norma IEC 60061. Esta es una pieza metálica de 14,5 mm de diámetro con un corte y dos pestañas, para que la bombilla solo se pueda instalar en la posición correcta. Tiene un terminal macho de 6,35 mm en el centro de la base, por el que se suministra electricidad. La conexión a tierra se hace por la misma base.

### Potencia e iluminación
Según la norma ECE 37, que controla los filamentos de las lámparas de automoción en casi todo el mundo, la potencia nominal de la H1 es de 55 W a 12 V; pero se prueban a 13,2 V, permitiéndose así una potencia máxima de 68 W y un poder lumínico de 1550 Lumenes con un margen de error del 15%. La norma R37 también controla las versiones de 6 voltios y 55 vatios y de 24 voltios y 70 vatios. El gobierno de los Estados Unidos no reconoce las normas ECE, pero aun así cumple sus propias normas. Bajo éstas, la H1 puede tener un máximo de 65 W y 1410 lumenes a 12,8 V A pesar de existir varias especificaciones eléctricas, las bombillas en sí son iguales y, con pocas excepciones, la versión de 12 voltios cumple con ambas normativas.

### Color de la luz
Según las normas ECE, las bombillas H1 deben emitir luz de color blanco o en su defecto, amarillo selectivo. Sin embargo, las normas de Estados Unidos solo permiten la luz blanca. Aun así, bajo ambas normativas, el rango de color blanco es bastante amplio; así, se pueden encontrar bombillas H1 con cristales con un ligero tinte azul o amarillo, pero que producen una luz legalmente blanca.

## Variantes

### Que cumplen las normas
Dado que la emisión de luz se especifica con un valor nominal con una tolerancia 30%, las bombillas H1 pueden estar optimizadas para una duración superior (Con un menor poder lumínico), o para emitir más luz (Con menor duración). Un filamento de larga duración se coloca con los soportes más separados. Esto provoca una reducción en el poder lumínico de la bombilla, pero aumenta su vida útil. Una alteración inversa provoca el efecto contrario, dando una lámpara de alto rendimiento. Esto incrementa el flujo lumínico y crea un haz de luz mejor enfocado. Estos mismos cambios se pueden realizar con diferentes parámetros para crear lámparas con igual poder lumínico, pero con una menor potencia y, por tanto, menor consumo.

### Que no cumplen las normas
Existen lámparas H1 en el mercado que cumplen las normas en cuanto a dimensiones, pero no así en cuanto a características eléctricas, prestaciones o color de luz. Estas son las bombillas de alta potencia y las que emiten una luz fuera del rango del blanco y el amarillo selectivo. Estas lámparas son ilegales en el mundo industrializado para su uso en automoción, así que los cableados, interruptores y demás componentes que participan en la iluminación no están adaptados para soportar el mayor consumo y calor producido por estas lámparas especiales. Estas también pueden crear niveles peligrosos de deslumbramiento. Existe una variabilidad considerable en las jurisdicciones en cuanto a las normativas de su uso fuera de la carretera, pero en vehículos homologados para circular por ella.